# Birmingham Challenger 1998
Il Birmingham Challenger 1998 è stato un torneo di tennis facente parte della categoria ATP Challenger Series nell'ambito dell'ATP Challenger Series 1998. Il torneo si è giocato a Birmingham negli Stati Uniti dal 13 al 19 aprile 1998 su campi in terra verde.

## Vincitori

### Singolare
Christian Ruud ha battuto in finale  Johan Van Herck con il punteggio di 2–6, 6–1, 6–1

### Doppio
Doug Flach /  David Witt hanno battuto in finale  Eyal Erlich /  Eric Taino con il punteggio di 6–4, 7–5